# Calling the Wild
Calling the Wild es el séptimo álbum de estudio de la cantante alemana Doro. Fue lanzado en el año 2000, en dos ediciones diferentes, una para los Estados Unidos y otra para territorio europeo. "Love Me Forever" es una versión de Motörhead, del álbum 1916 de 1991. "White Wedding", en cambio, es una versión de Billy Idol.
El disco contó con las colaboraciones de los guitarristas Al Pitrelli (Savatage) y Slash (Guns N' Roses), además de la participación de Lemmy Kilmister.

## Lista de canciones
| N.º | Título                                    | Escritor(es)                                               | Duración |  |
| 1.  | «Kiss Me Like a Cobra»                    | Jürgen Engler, Doro, Chris Lietz                           | 3:18     |  |
| 2.  | «Dedication (I Give My Blood)»            | Engler, Pesch, Lietz                                       | 3:54     |  |
| 3.  | «Burn It Up»                              | Engler, Pesch, Lietz                                       | 2:45     |  |
| 4.  | «Give Me a Reason»                        | Andreas Bruhn, Pesch                                       | 4:19     |  |
| 5.  | «Who You Love»                            | Pesch, Gary Scruggs                                        | 3:51     |  |
| 6.  | «Scarred»                                 | Jimmy Harry, Pesch                                         | 4:39     |  |
| 7.  | «Ich Will Alles»                          | Pesch                                                      | 2:26     |  |
| 8.  | «White Wedding»                           | William Broad, Steve Stevens                               | 4:37     |  |
| 9.  | «I Wanna Live»                            | Harry, Pesch                                               | 2:42     |  |
| 10. | «Love Me Forever»                         | Ian Kilmister, Michael Burston, Phil Campbell, Phil Taylor | 5:15     |  |
| 11. | «Fuel»                                    | Bruhn, Pesch                                               | 3:50     |  |
| 12. | «Constant Danger»                         | Pesch, Scruggs                                             | 3:39     |  |
| 13. | «Black Rose»                              | Pesch, Scruggs                                             | 3:43     |  |
| 14. | «Now or Never (Hope in the Darkest Hour)» | Bruhn, Pesch                                               | 3:51     |  |
| 15. | «Danke»                                   | Pesch, Henri Staroste                                      | 2:57     |  |
| 16. | «Alone Again» (Bonus track)               | Kilmister                                                  | 4:20     |  |
| 17. | «I Want More» (Bonus track)               | Pesch                                                      | 2:26     |  |